# Циспаданская республика
Циспада́нская респу́блика (итал. Repubblica Cispadana, т. е. «Республика по эту сторону реки По») — вассальная республика Франции, образована в 1796 году генералом Бонапартом после победы при Лоди; состояла из Модены, Реджо-нель-Эмилия, Феррары и Болоньи. 
Фактическое основание государства по образцу французской директорской системы произошло на съезде в Реджо-нель-Эмилия, с 27 декабря 1796 по 9 января 1797 года, на котором собрались представители этих городов. 
В 1797 году была объединена с республикой Транспаданской, от которой её отделяла река По, в одну Цизальпинскую республику.
Существует мнение, что создание Циспаданской  республики положило начало процессу объединения Италии (Рисорджименто). 